# Kyle Smith
Kyle David Smith (Huddersfield, 16 settembre 1991) è un pilota motociclistico britannico.
Vincitore della coppa Europea della categoria Supersport nel 2019.

## Carriera
Trasferitosi all'età di sette anni con la famiglia in Spagna, Smith comincia alla stessa età a correre nel motocross. All'età di dodici anni diventa campione dello Stato di Valencia negli Schoolboy MX. In seguito passa alle corse su strada, vincendo, nel contesto del campeonato de España de Velocidad, la Kawasaki Ninja Cup nel 2009. Nel 2012 partecipa al Campionato Europeo Velocità Stock 1000, svoltosi gara unica ad Albacete, dove si classifica in quinta posizione.
Nel 2013 corre nella classe Moto2 del motomondiale con una Kalex Moto2 del team Blusens Avintia, ma viene sostituito dopo il Gran Premio di Indianapolis da Dani Rivas; non ha ottenuto punti. Nello stesso anno corre le ultime tre gare del campionato europeo Superstock 600 con una Honda CBR600RR, vincendo a Jerez. Nel 2014 corre nella Superstock 1000 FIM Cup a bordo di una Honda CBR1000RR del team Agro-On & WIL Racedays, ottenendo due podi e l'ottavo posto finale.
Nel 2015 corre nel campionato mondiale Supersport sulla Honda CBR600RR del team Pata Honda. Dopo essere giunto due volte terzo nei gran premi di Spagna e Olanda, vince la sua prima gara nel mondiale Supersport in occasione del Gran Premio del Qatar. Chiude la sua stagione d'esordio in questa categoria al quinto posto con 116 punti. Nel 2016 rimane nel mondiale Supersport, sempre in sella ad una Honda ma cambiando squadra, passa infatti al team CIA Landlord Insurance Honda. In questa stagione ottiene due vittorie: in Olanda ad Assen e in Qatar sul circuito di Losail. Chiude la stagione al quinto posto con 125 punti all'attivo.
Nel 2017 inizia il terzo anno consecutivo come pilota titolare nel mondiale Supersport, sempre alla guida di una Honda, ma cambiando ancora una volta squadra, passando infatti al Gemar Team Lorini. Chiude la stagione al nono posto con cinquantasette punti ottenuti. Nel 2018 viene confermato dal team Lorini, apre la stagione con un ottavo posto in Australia. A partire dal Gran Premio di Repubblica Ceca, pur utilizzando lo stesso tipo di motocilcetta, si trasferisce al team CIA Landlord Insurance Honda. Ottiene un podio in occasione del Gran Premio di Portogallo giungendo terzo. Chiude la stagione, migliore tra i piloti Honda, all'ottavo posto in classifica piloti. 
Nel 2019 partecipa alle gare in territorio europeo del mondiale Supersport prendendo parte alla relativa classifica, con una Kawasaki ZX-6R gestita dal team Pedercini Racing. In occasione dell'ultima gara in territorio europeo, a Magny-Cours, ottiene la sua prima Pole position. Chiude la gara al nono posto, ed essendo l'unico tra i piloti iscritti alla Coppa Europa ad aver ottenuto punti in gara, ne vince il titolo. Corre anche in Argentina e Qatar, con lo stesso Team ma in qualità di wild card. Nella classifica mondiale è quindicesimo con trentuno punti. Rimasto senza una sella per il mondiale 2020, viene chiamato a disputare due Gran Premi in sostituzione dell'infortunato Jules Cluzel con la Yamaha YZF-R6 del team GMT94. Conquista una pole position e due piazzamenti a podio. I punti così ottenuti gli consentono di chiudere al quindicesimo posto in classifica piloti. Nella stessa stagione prende parte alla gara inaugurale del CEV Moto2 senza ottenere punti.
Nel 2022 disputa la prima metà di stagione nel mondiale Supersport con il team VTF Racing, conquista 35 punti ed il ventesimo posto in classifica, miglior risultato in gara è il secondo posto conquistato in gara 2 al Gran Premio dell'Estoril. Termina l'anno come pilota sostitutivo nel mondiale Superbike con il Team Pedercini con cui conquista i primi punti classificandosi ventiseiesimo. Rimasto al di fuori del contesto mondiale, gareggia nel Campionato tedesco Veloctià dove nel 2024 si classifica undicesimo in Supersport con una ZX-6R di Weber Racing.

## Risultati in gara

### Motomondiale
| 2013 | Classe | Moto  |    |    |     |     |    |    |     |     |    |     |  |  |  |  |  |  |  |  | Punti | Pos. |
| ---- | ------ | ----- | -- | -- | --- | --- | -- | -- | --- | --- | -- | --- |  |  |  |  |  |  |  |  | ----- | ---- |
| 2013 | Moto2  | Kalex | 21 | 20 | Rit | Rit | 20 | 17 | Rit | Rit | NE | Rit |  |  |  |  |  |  |  |  | 0     |      |

| Legenda | 1º posto        | 2º posto            | 3º posto            | A punti      | Senza punti        | Grassetto – Pole position Corsivo – Giro più veloce |
| Legenda | Gara non valida | Non qual./Non part. | Ritirato/Non class. | Squalificato | '-' Dato non disp. | Grassetto – Pole position Corsivo – Giro più veloce |

### Campionato mondiale Supersport
| 2015 | Moto  |   |     |   |   |    |     |   |     |   |   |   |   |  |  |  |  |  |  |  |  |  |  |  |  | Punti | Pos. |
| ---- | ----- | - | --- | - | - | -- | --- | - | --- | - | - | - | - |  |  |  |  |  |  |  |  |  |  |  |  | ----- | ---- |
| 2015 | Honda | 4 | Rit | 3 | 3 | 15 | Rit | 6 | Rit | 5 | 4 | 5 | 1 |  |  |  |  |  |  |  |  |  |  |  |  | 116   | 5º   |

| 2016 | Moto  |     |   |    |   |    |   |   |     |   |   |   |   |  |  |  |  |  |  |  |  |  |  |  |  | Punti | Pos. |
| ---- | ----- | --- | - | -- | - | -- | - | - | --- | - | - | - | - |  |  |  |  |  |  |  |  |  |  |  |  | ----- | ---- |
| 2016 | Honda | Rit | 5 | 11 | 1 | 10 | 5 | 6 | Rit | 9 | 7 | 3 | 1 |  |  |  |  |  |  |  |  |  |  |  |  | 125   | 5º   |

| 2017 | Moto  |     |    |    |    |   |   |   |   |     |   |     |    |  |  |  |  |  |  |  |  |  |  |  |  | Punti | Pos. |
| ---- | ----- | --- | -- | -- | -- | - | - | - | - | --- | - | --- | -- |  |  |  |  |  |  |  |  |  |  |  |  | ----- | ---- |
| 2017 | Honda | Rit | SQ | 16 | 11 | 5 | 8 | 5 | 7 | Rit | 9 | Rit | 10 |  |  |  |  |  |  |  |  |  |  |  |  | 57    | 9º   |

| 2018 | Moto  |   |     |   |     |    |    |   |   |   |   |   |     |  |  |  |  |  |  |  |  |  |  |  |  | Punti | Pos. |
| ---- | ----- | - | --- | - | --- | -- | -- | - | - | - | - | - | --- |  |  |  |  |  |  |  |  |  |  |  |  | ----- | ---- |
| 2018 | Honda | 8 | Rit | 5 | Rit | 24 | 13 | 8 | 7 | 3 | 8 | 7 | Rit |  |  |  |  |  |  |  |  |  |  |  |  | 72    | 8º   |

| 2019 | Moto     |  |  |   |     |    |     |    |     |     |   |   |   |  |  |  |  |  |  |  |  |  |  |  |  | Punti | Pos. |
| ---- | -------- |  |  | - | --- | -- | --- | -- | --- | --- | - | - | - |  |  |  |  |  |  |  |  |  |  |  |  | ----- | ---- |
| 2019 | Kawasaki |  |  | 9 | Rit | 13 | Rit | 19 | Rit | Rit | 9 | 9 | 9 |  |  |  |  |  |  |  |  |  |  |  |  | 31    | 15º  |

| 2020 | Moto   |  |  |  |  |  |  |  |  |  |   |     |     |   |  |  |  |  |  |  |  |  |  |  |  | Punti | Pos. |
| ---- | ------ |  |  |  |  |  |  |  |  |  | - | --- | --- | - |  |  |  |  |  |  |  |  |  |  |  | ----- | ---- |
| 2020 | Yamaha |  |  |  |  |  |  |  |  |  | 3 | Rit | Rit | 2 |  |  |  |  |  |  |  |  |  |  |  | 36    | 15º  |

| 2022 | Moto   |    |    |    |   |    |   |     |    |    |     |    |     |    |    |  |  |  |  |  |  |  |  |  |  | Punti | Pos. |
| ---- | ------ | -- | -- | -- | - | -- | - | --- | -- | -- | --- | -- | --- | -- | -- |  |  |  |  |  |  |  |  |  |  | ----- | ---- |
| 2022 | Yamaha | 20 | 20 | 16 | 8 | 11 | 2 | Rit | 16 | 14 | Rit | 22 | Rit | 17 | 24 |  |  |  |  |  |  |  |  |  |  | 35    | 20º  |

| Legenda | 1º posto        | 2º posto            | 3º posto           | A punti      | Senza punti        | Grassetto – Pole position Corsivo – Giro più veloce |
| Legenda | Gara non valida | Non qual./Non part. | Ritirato/Non class | Squalificato | '-' Dato non disp. | Grassetto – Pole position Corsivo – Giro più veloce |

### Campionato mondiale Superbike
| 2022 | Moto     |  |  |  |  |  |  |  |  |  |  |  |  |  |  |  |  |  |  |  |  |  |  |  |  |  |  |  |  |  |  |     |    |     |    |    |    |  |  |  |  |  |  | Punti | Pos. |
| ---- | -------- |  |  |  |  |  |  |  |  |  |  |  |  |  |  |  |  |  |  |  |  |  |  |  |  |  |  |  |  |  |  | --- | -- | --- | -- | -- | -- |  |  |  |  |  |  | ----- | ---- |
| 2022 | Kawasaki |  |  |  |  |  |  |  |  |  |  |  |  |  |  |  |  |  |  |  |  |  |  |  |  |  |  |  |  |  |  | Rit | 19 | Rit | 12 | 18 | 18 |  |  |  |  |  |  | 4     | 26º  |

| Legenda | 1º posto        | 2º posto            | 3º posto           | A punti      | Senza punti        | Grassetto – Pole position Corsivo – Giro più veloce |
| Legenda | Gara non valida | Non qual./Non part. | Ritirato/Non class | Squalificato | '-' Dato non disp. | Grassetto – Pole position Corsivo – Giro più veloce |